# 스티븐 은존지
스티븐 은켐보안사 마이크 크리스토퍼 은존지(Steven N'Kemboanza Mike Christopher N'Zonzi, 1988년 12월 15일 ~ )는 프랑스의 축구 선수이다. 현재 EFL 챔피언십의 스토크 시티에서 활약하고 있다.